# 乔·加德纳
若瑟·"祖"·阿倫·嘉拿（英語：Joseph "Joe" Alan Garner，1988年4月12日—）是一名英格蘭足球員，司職前鋒，出身布力般流浪青訓系統，現效力於英甲球會卡莱尔联。

## 榮譽
個人
- 普雷斯頓年度最佳球員：2014年；
- 英格蘭甲級聯賽年度最佳球員：2015年；
- 英格蘭足球聯賽年度金球：2015年；

## 外部連結
- 足球数据库：乔·加德纳的球员统计数据